# Reisebibliothek
Eine Reisebibliothek ist eine eigens zusammengestellte Anzahl oder Reihe von Büchern, die man mit auf eine Reise bzw. in den Urlaub nimmt, um währenddessen diese Zusammenstellung bequem verfügbar zu haben. 

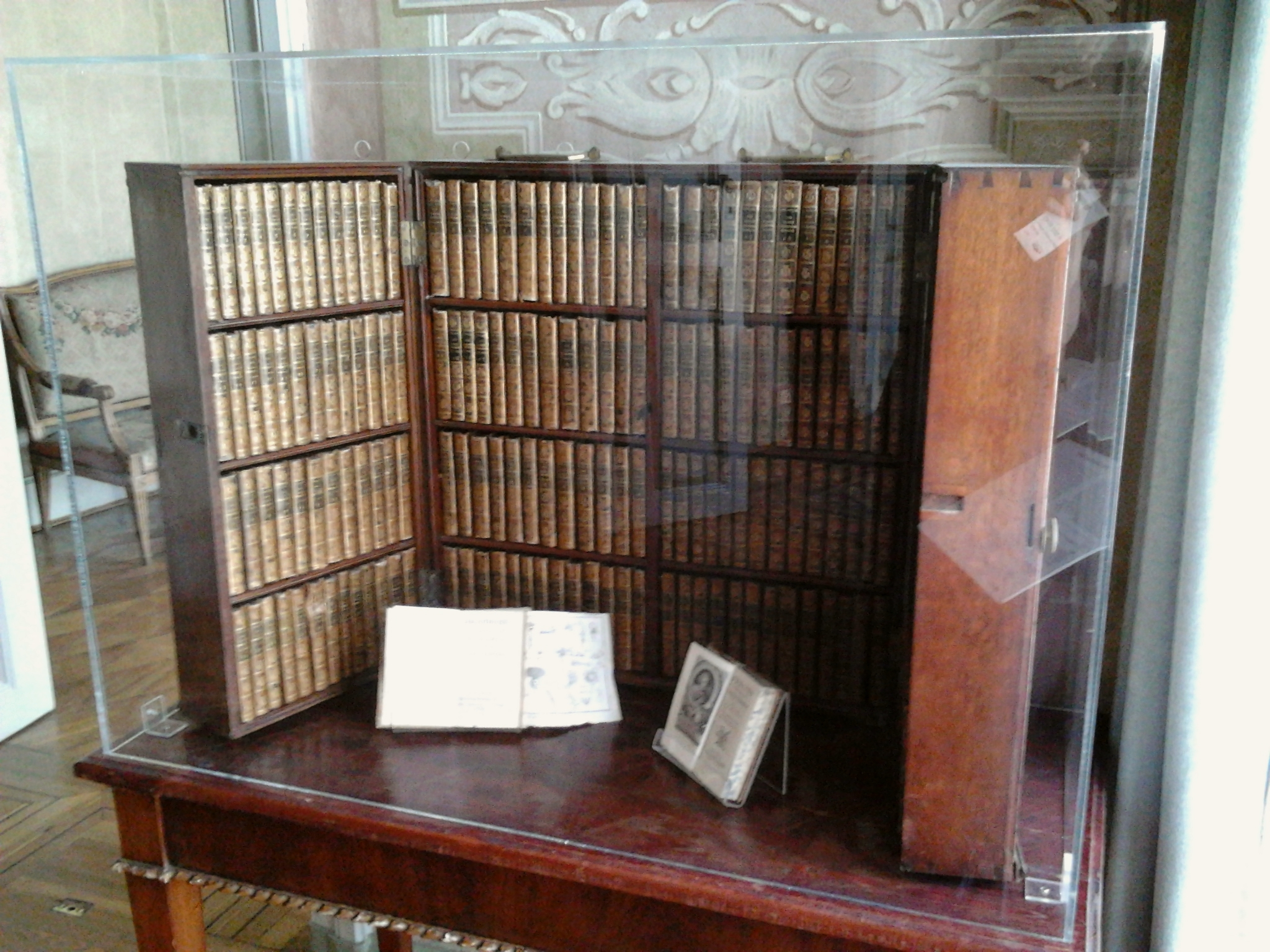
Die Reisebibliothek der polnischen Gräfin Dorota Batowska, mit 210 Bänden zu allen Wissensgebieten und ausgewählten französischen Klassikern (Ende 18. Jhd.)

## Kurzeinführung
Eine solche Bibliothek kann aus physischen Büchern, E-Books oder Hörbüchern bestehen, die auf einem E-Reader oder einem Tablet gespeichert sind. Die Wahl der Bücher hängt von den individuellen Interessen und Bedürfnissen des Reisenden ab.
In der Regel ist sie handlich und leicht, so dass sie leicht in einem Rucksack oder einer Reisetasche mitgeführt werden kann. Es gibt auch verschiedene Ausgaben von „Reisebibliothek“-Buchreihen, von kleinen Taschenbüchern bis hin zu umfangreichen Sammlungen von Klassikern und modernen Werken.
Eine Reisebibliothek ist vergleichbar einer Hausapotheke, um im privaten häuslichen Bereich eine Zusammenstellung von häufig gebrauchten Arznei- und Verbandmitteln zu haben.
Dazu gehören Reiseführer, Bücher über die Kultur, Geschichte und Traditionen des Reiselandes, Romane, Biografien und Memoiren. Auch Ratgeber über spezielle Themen, wie z. B. Outdoor-Aktivitäten, Wandern, Essen und Trinken, oder Sprachführer, können Teil einer Reisebibliothek sein.
Die «Bibliothèque portative du voyageur» (Tragbare Bibliothek des Reisenden) kam im 18. Jahrhundert in Frankreich auf „und sollte dem Reisenden die Zeit während der oft wochenlangen Kutschenfahrten verkürzen“.
US-Präsident Roosevelt führte auf Expeditionen die Pigskin Library mit.
Auch tragen verschiedene Buchreihen bzw. Reiseführer das Wort in ihrem Titel, z. B. Griebens Reisebibliothek, die Conversations- und Reisebibliothek, Lloyd’s illustrirte Reisebibliothek, Woerl’s Reisebibliothek und viele weitere.